# Oskar Franzén
Oskar Franzén, född 3 september 1968, är en svensk musiker och skådespelare.
Franzén gick gymnasiet på teaterlinjen på Södra Latin där han även spelade i det lokalt kända skabandet Reinholds. 
Han slog igenom 1993 tillsammans med Stakka Bo (Johan Renck) med världshiten "Here We Go". 1994 vann han och Stakka Bo en Grammis för "Bästa nykomling". 
Efter något år splittrades duon och Oskar Franzén startade hiphopgruppen Sherlock under artistnamnet Infrared. 
Franzén har även ett förflutet som skådespelare med biroller i filmen Sällskapsresan 2 - Snowroller (1985), TV-serien Rapport till himlen (1994) och spelade även med i sista delen av TV-serien Bert som den hemska niondeklassaren "Dödgrävar'n".
Franzén släppte 2007 sitt reggae-album Den här går ut till alla...

## Diskografi
- 2007 – Den här går ut till alla...

## Filmografi
- 1985 – Sällskapsresan II – Snowroller
- 1994 – Bert (TV-serie)
- 1994 – Rapport till himlen (TV-serie)